# Andrzej Tarlecki
Andrzej Tarlecki (ur. 10 maja 1956 w Knyszynie) – polski informatyk i matematyk, profesor nauk matematycznych, dziekan Wydziału Matematyki, Informatyki i Mechaniki Uniwersytetu Warszawskiego (2012–2016), prorektor UW w kadencji 2016–2020.

## Życiorys
Ukończył Liceum Ogólnokształcące w Szczytnie, a w 1979 studia na Wydziale Matematyki, Informatyki i Mechaniki Uniwersytetu Warszawskiego. Stopnie naukowe doktora (1982) i doktora habilitowanego (1987) uzyskiwał w Instytucie Podstaw Informatyki PAN. W 1998 otrzymał tytuł profesora nauk matematycznych.
Zawodowo związany z Instytutem Matematycznym (1979–1982), następnie do 2012 z Instytutem Podstaw Informatyki Polskiej Akademii Nauk, gdzie doszedł do stanowiska profesora zwyczajnego. W połowie lat 80. pracował jako badacz na Uniwersytecie Edynburskim, odbywał również staże naukowe m.in. na uczelniach francuskich i amerykańskich. W 1992 podjął pracę na macierzystym wydziale Uniwersytetu Warszawskiego, w 2000 zostając profesorem zwyczajnym na UW. W latach 1996–2005 kierował Instytutem Informatyki, następnie stał na czele rady tej jednostki. W 2012 powierzono mu stanowisko dziekana Wydziału Matematyki, Informatyki i Mechaniki Uniwersytetu Warszawskiego. W 2016 wybrany na prorektora UW.
Specjalizuje się w zagadnieniach z zakresu matematycznych podstaw informatyki, obejmujących metody opisywania, specyfikacji, weryfikowania i konstruowania systemów oprogramowania.
Członek m.in. Academia Europaea i innych organizacji międzynarodowych, zasiadał także w Centralnej Komisji do Spraw Stopni i Tytułów, był członkiem Komitetu Informatyki PAN.

## Odznaczenia
W 2013, za wybitne zasługi w pracy naukowo-badawczej i dydaktycznej w dziedzinie matematyki i informatyki, za osiągnięcia w promowaniu polskiej myśli naukowej na świecie, prezydent Bronisław Komorowski odznaczył go Krzyżem Oficerskim Orderu Odrodzenia Polski. W 2010 otrzymał Srebrny Krzyż Zasługi.